# Kdo je tam?
„Kdo je tam?“ je sedmý singl brněnské rockové skupiny Progres 2. Byl vydán v roce 1984 (viz 1984 v hudbě).
Singl „Kdo je tam?“ pochází z alba Mozek, které Progres 2 vydali tentýž rok. Jedná se rockovou operu na motivy povídky Maxwellova rovnice od Anatolije Dněprova. Obě skladby byly na singlu vydány v mírně zkrácených verzích. Singlová píseň „Kdo je tam?“ je závěrečnou skladbou Mozku, píseň na B straně, „Neznámý génius“, naopak patří do úvodních pasáží rockové opery.

## Seznam skladeb
1. „Kdo je tam?“ (Kluka/Čort) – 3:48
2. „Neznámý génius“ (Pelc/Čort) – 4:25

## Obsazení
- Progres 2
  - Aleš Bajger – elektrická kytara, klávesy, zpěv (2)
  - Peter Peteraj – elektrická kytara
  - Pavel Pelc – baskytara, klávesy, vokály
  - Zdeněk Kluka – bicí, zpěv (1)